# Едипов комплекс
Едипов комплекс в психоаналитичната теория е група от общи несъзнателни (динамично потиснати) идеи и чувства, които се центрират около желанието да се притежава родителят от противоположния пол и да се премахне родителят от същия пол.
Според класическата психоаналитична теория комплексът се появява по време на така наречената „едипова фаза“ на либидалното и его развитие; тоест между три и пет години, макар изразите на едипови чувства да могат да бъдат видени и по-рано.
Комплексът е наречен на гръцкия митичен герой Едип, който (макар без да знае) убива баща си и се оженва за майка си. Според Фройд едиповият комплекс е универсален феномен, появяващ се филогенетично и е отговорен за много несъзнателна вина. Говорейки за мита за Едип, Фройд се изразява по следния начин:
| “ | Неговата съдба ни раздвижва само защото може би е наша -- защото оракулът залага същото проклятие върху нас преди раждането ни както и върху него. Това е съдба на всички нас, може би, директно към нашия първи сексуален импулс към майка ни и нашата първа омраза и първи желания за убийство на баща ни. Нашите сънища ни убеждават, че това е така. | ” |

Ортодоксалната теория смята, че успешното разрешеване на едиповия комплекс е желано от гледна точка на развитието, ключ към развитието на ролите и идентичността на пола. Фройд постулира, че момчетата и момичетата разрешават конфликтите различно като резултат от мъжкия кастрационен комплекс (породен от едипово съперничество с бащата) и женската завист за пениса. Той също така твърди, че неуспешното разрешаване на едиповия комплекс може да доведе до невроза, педофилия и хомосексуалност.
Ортодоксалната психоанализа твърди, че разрешаването на едиповия комплекс става чрез идентификация с родителя от същия пол и (частично) временно отказване от родителя от противоположния пол.
Пак в ортодоксалната психоанализа индивидите, които се фиксират на едипово равнище, се наричат фиксирани към майката или фиксирани към бащата и разкриват това чрез избирането на своите сексуални партньори, които са видими заместители на родителите им.

## Несъгласия и ревизии
В класическата теория се разглежда, че свръхазът се появява, когато детето интернализира правилата, изразени от бащата. В противоположност на този възглед Ото Ранк теоретизира в началото на 20-те, че могъщата майка е източникът на свръхаза в нормалното развитие. Тази теория изхвърля Ото Ранк от вътрешния кръг през 1925 година и води до развитието на модерната терапия на обектните отношения (Ранк измисля термина „предедипов“).
През 20-те години на ХХ век Бронислав Малиновски въз основа на изучаването на опита на примитивните общества показва, че едиповият комплекс не е универсален.
Докато Фройд разглежда взаимоотношенията между момчетата и момичетата и възрастните с бащата (и фалоса на бащата) като централна за тяхното психосексуално развитие, Мелани Клайн се фокусира повече върху ранните взаимоотношения с майката. Нейното настояване, че едиповите изрази могат да бъдат видени дори по време на първата година от живота, е обект на така наречените спорни дискусии, които са се водели в Британската психоаналитична асоциация между 1942 и 1944. В работата на Клайн едиповият комплекс е също „детрониран“ по размер, неговата централна роля в развитието е узурпирана от концепцията ѝ за депресивната позиция.
Докато Фройд твърдо държи на това, че и двата пола отначало преживяват желание за майките си и агресия спрямо бащите си, Карл Юнг смята, че жените преживяват желания за бащите си и агресия спрямо майките си. Той нарича тази своя идея комплекс на Електра – на Електра, дъщеря на Агамемнон. Електра е искала до убие майка си, която е помогнала с плана да убият баща ѝ. По такъв начин в ортодоксалното юнгианско мислене терминът „едипов комплекс“ се свързва само с преживяването на децата от мъжки пол. Комплексът на Електра не е част от ортодоксалната психоанализа и обикновено не е приеман от тези, които са фройдисти. В практиката концепцията е рядко използвана, дори от юнгианците.
Някои говорят предпазливо за значимостта на комплекса „поне в западните общества“, докато други смятат, че неговата времева и географска универсалност ще бъде установена от етнолозите.